# Quand les fantômes s'amusent
Pour plus de détails, voir Fiche technique et Distribution.
Quand les fantômes s'amusent (Das Spukschloß im Spessart) est un film allemand réalisé par Kurt Hoffmann, sorti en 1960. Ce film est la suite de L'Auberge du Spessart.

## Fiche technique
- Titre original : Das Spukschloß im Spessart
- Titre français : Quand les fantômes s'amusent
- Réalisation : Kurt Hoffmann
- Scénario : Günter Neumann (en) et Heinz Pauck (en)
- Photographie : Günther Anders
- Musique : Friedrich Hollaender
- Pays d'origine : Allemagne de l'Ouest
- Genre : fantastique
- Date de sortie : 1960

## Distribution
- Liselotte Pulver : Comtesse Charlotte von Sandau
- Heinz Baumann : Martin Hartog
- Hanne Wieder (en) : Katrin Apfelböck
- Elsa Wagner : Tante Yvonne, Baronin von Wildeck
- Herbert Hübner : Hartog
- Ernst Waldow : Oncle Ernst Theodor Graf von Sandau
- Hubert von Meyerinck : Oberregierungsrat von Teckel / Obrist von Teckel
- Hans Clarin : Prince Kalaka
- Paul Esser : Toni
- Hans Richter : Jockel
- Curt Bois : Hugo
- Georg Thomalla : Oncle Max